# Tireotropinfelszabadító hormon

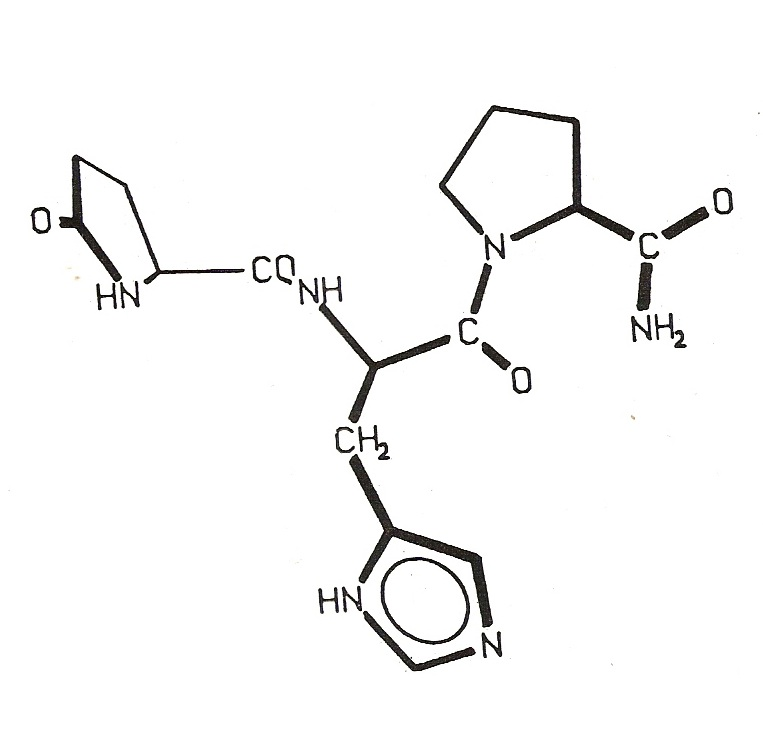
A tireoptropinfelszabadító hormon szerkezete

A tireotropinfelszabadító hormon (vagy tireoliberin, angol rövidítéssel TRH) a hipotalamusz által termelt peptidhormon, amely az agyalapi mirigy elülső lebenyében serkenti a tireotropin és a prolaktin hormonok szekrécióját. 
A hormon szerkezetét egymástól függetlenül Roger Guillemin és Andrew Schally állapította meg 1969-ben és nekik sikerült először mesterségesen szintetizálni is.

## Szintézise

A pajzsmirigyhormonok rendszere

A TRH a peptidhormonok között szokatlanul kicsi, mindössze három aminosavból áll (tripeptid):
(pyro)Glu-His-Pro-NH2.
A tireotropinfelszabadító hormon a hipotalamusz paraventrikuláris magjának neuroendokrin sejtjeiben keletkezik. Génjéről egy 242 aminosavas prekurzor fehérje íródik át, amely emberben hat (egérben öt) példányban tartalmazza a -Gln-His-Pro-Gly- motívumot, amelyeket Lys-Arg vagy Arg-Arg szekvenciák fognak közre. Az érési folyamat során egy proteáz enzim előbb a Lys-Arg és Arg-Arg motívumok mentén szétvágja a polipeptidláncot, majd egy karboxipeptidáz eltávolítja a lizint és az arginint. Ezután a szélső glicint egy enzim amidcsoporttá redukálja, egy másik enzim pedig a glutamint piroglutamáttá alakítja át. Egy prekurzorból így hat molekulányi aktív hormonmolekula keletkezik. 
A hipotalamuszból a véráram közvetítésével jut az agyalapi mirigy elülső lebenyéhez, ahol a tireotrop sejtek hormontermelését  stimulálja.

## Klinikai jelentősége
A TRH gyógyszerészetben alkalmazott formáját protirelinnek nevezik. Analógját a spinocerebelláris ataxia 
és tudatzavarok esetén alkalmazzák.
Intravénásan injekciózva a hormonnal tesztelik az agyalapi mirigy stimulálhatóságát (ún. TRH-teszt) a pajzsmirigy olyan rendellenességei esetén, mint a hipotireózis vagy akromegália.
Egyes vizsgálatok szerint antidepresszáns hatása van és megelőzhetőek vele az öngyilkosságok. 2012-ben az amerikai hadseregben kutatások folytak a TRH-tartalmú orrspray-kkel az öngyilkosságok számának csökkentése érdekében. Vannak olyan kutatások, amelyek öregedésgátló hatást tulajdonítanak neki.

## Fordítás
- Ez a szócikk részben vagy egészben  a   Thyrotropin-releasing hormone című angol Wikipédia-szócikk ezen változatának fordításán alapul.  Az eredeti cikk szerkesztőit annak laptörténete sorolja fel. Ez a jelzés csupán a megfogalmazás eredetét és a szerzői jogokat jelzi, nem szolgál a cikkben szereplő információk forrásmegjelöléseként.